# Judith Merril
Judith Merril, nome artístico de Judith Josephine Grossman (Boston, 21 de janeiro de 1923 – Toronto, 12 de setembro de 1997), foi uma escritora, editora e ativista política norte-americana. Foi uma escritora influente e um dos poucos nomes femininos na ficção científica dos anos 1950 e uma das precursoras da new wave da ficção científica.
Judith adotou o nome de Judith Merril em 1945. Escreveu três romances de ficção científica em colaboração com Cyril M. Kornbluth e cerca de 26 contos publicados em revistas especializadas ou em antologias.

## Biografia
Judith nasceu em Boston, Massachusetts, em 1923, filha de Ethel e Samuel Grossman, uma típica família judia dos arredores de Boston. Em 1929, seu pai cometeu suicídio. Em 1936, sua mãe conseguiu um emprego no Bronx e elas se mudaram para a cidade de Nova Iorque. Na adolescência, Judith começou a ler sobre sionismo e marxismo. Segundo sua biografia, sua mãe Ethel era sufragista e teria fundado uma organização sionista feminina, que visava libertar as mulheres de cada obrigação e opressão imposta pelo mundo de maneira a permitir que elas encontrassem a si mesmas.
Em 1939, Judith se formou no ensino médio e aos 16 anos. Judith passou a estudar o trotskismo por volta dessa época, repensando posicionamentos políticos anteriores. No ano seguinte, ela se casou com Dan Zissman, depois de um rápido namoro, tendo se conhecido em um evento trotskista no Central Park. O casal teve uma filha, Merril Zissman, que nasceu em dezembro de 1942. Nesta época, ela se tornou membro de um grupo de autores, editores, artistas e fãs de ficção científica em Nova Iorque, os Futuristas.
O casal se separou em 1945. Em 1946, ela começou um relacionamento com Frederik Pohl, outro futurista e autor de ficção científica. Quando seu divórcio com Zissman saiu, em 1948, ela se casou com Pohl em 25 de novembro do mesmo ano, mas o casal de divorciou em 1952.

## Carreira

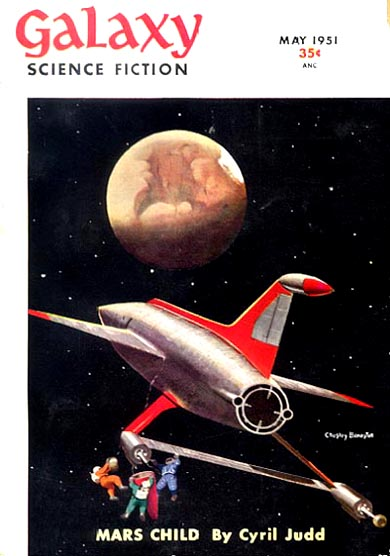
Capa de Mars Child, por Judith Merril e Cyril Kornbluth, capa de maio de 1951 da Galaxy Science Fiction

Judith começou a escrever profissionalmente, em especial contos curtos sobre esportes, em 1945, antes de publicar sua primeira estória de ficção científica em 1948. Seu condo Dead Center foi um dos dois contos escolhidos entre revistas de ficção científica para o volume Best American Short Stories, editado por Martha Foley nos anos 1950. Groff Conklin descreveu seu primeiro livro, Shadow on the Hearth, como uma obra-prima de sensibilidade e percepção para contar histórias. Outro crítico, P. Schuyler Miller, comparou Shadow on the Hearth com Só a Terra Permanece, de George R. Stewart, como sendo um livro humano e convidativo.
Ann Pohl nasceu em 1950, mas o casal se divorciou em 1952. Seu terceiro casamento aconteceu em 1960, com Walter M. Miller, que também acabou em separação em 1963, mas nunca foi oficialmente divorciado. A filha de Ann Pohl, Emily Pohl-Weary, também escreve ficção científica, principalmente romances juvenis e é uma das co-autoras na biografia da avó, lançada depois de sua morte, com seus rascunhos, anotações e cartas pessoais.
Judith começou a editar antologias de contos de ficção científica ainda nos anos 1950, especialmente a série "Year's Best" com os melhores contos do gênero, que saiu entre 1956 a 1967 e foi publicada por último em 1985. Em suas apresentações nas edições das coletâneas, Judith defendia que a ficção científica não devia mais ser um gênero isolado do meio literário. Judith também editou uma antologia com os melhores contos britânicos de ficção científica em 1968, que levou muitos leitores norte-americanos a conhecer Brian Aldiss e J. G. Ballard.

## Morte
Judith morreu em Toronto, em 12 de setembro de 1997, aos 74 anos. Antes de morrer, Judith doou sua coleção de 50 mil livros e 
periódicos para a Biblioteca Pública de Toronto, que hoje é chamada de Coleção Merril de Ficção Científica, Ficção Especulativa e Fantasia, uma das maiores coleções do mundo no assunto.

## Obras

### Livros
- Shadow on the Hearth. Doubleday, Nova York, & Family Book Club, 1950;
- The Tomorrow People. Pyramid, Nova York, 1960, 1963;
- Gunner Cade (com C.M. Kornbluth, como "Cyril Judd"). Astounding, 1951, Simon & Schuster, Nova York, 1952; Ace 1958; também Reino Unido, Itália, França.
- Outpost Mars (com C.M. Kornbluth, como "Cyril Judd"). Galaxy, 1952; Abelard, NewYork, 1952; Dell (pb) 1953; também Reino Unido, Alemanha.

### Novelas e coletâneas
- Out of Bounds. Pyramid, New York, 1960, 1963.
- Daughters of Earth. Doubleday, New York, 1969; Dell, 1970; also U.K., Germany.
- The Best of Judith Merril. Warner, 1976.
- Survival Ship. Kakabeka, Toronto, 1977.
- Daughters of Earth and Other Stories. McClelland & Stewart, Toronto, 1985.